# Луций Тарутий Фирмиан
Лу́ций Тару́тий Фирмиа́н (лат. Lucius Taru(n)tius Firmanus; I век до н. э.) — древнеримский философ, математик и астролог, друг Варрона и Цицерона. По просьбе первого из них, составил гороскоп Ромула и на основе астрологических предположений определил дату основания Рима. Упоминания Цицерона и, особенно, Плутарха об этих вычислениях являются важным свидетельством об уровне античной математической астрономии до Птолемея и дают самый ранний пример астрономических ретрорасчётов затмений и положений планет.

## Биография
Как показывает имя Луция, он, по всей видимости, являлся уроженцем Фирмума.
Цицерон:

«А между тем наш друг Л. Тарутий Фирман, один из самых сведущих в халдейских расчетах, не поколебался составить гороскоп даже нашего города, основываясь на сроках празднования Парилий, в день которых, по преданию, Ромул основал наш город. Фирман утверждает, что Рим родился, когда Луна была в созвездии Весов, и он, не колеблясь, предсказал судьбы Рима. О, великая сила заблуждения! Даже день рождения города оказался под влиянием Луны и звезд!»

Плутарх:

«Одним из друзей Варрона, глубочайшего среди римлян знатока истории, был Тарутий, философ и математик; из любви к умозрениям он составлял гороскопы и считался замечательным астрологом. Варрон предложил ему вычислить день и час рождения Ромула по его судьбе, в которой отразилось влияние созвездий, подобно тому как решают геометрические задачи, ибо, рассуждал Варрон, то же учение, что позволяет, зная время, когда человек появился на свет, предсказать события его жизни, должно по событиям жизни определить время рождения. Тарутий согласился и, всмотревшись в деяния Ромула и выпавшие ему на долю бедствия, уточнив, сколько он прожил и как умер, сопоставив все эти и им подобные сведения, весьма отважно и уверенно объявил, что основатель Рима был зачат в первый год второй олимпиады, в двадцать третий день египетского месяца хеака, в третьем часу, в миг полного затмения солнца, родился в двадцать первый день месяца тоита на утренней заре, а Рим основал в девятый день месяца фармути между вторым и третьим часом».

Даты приведены Плутархом по подвижному древнеегипетскому календарю, широко использовавшемуся для вычислений античными астрономами. Расчёт затмения Тарутием точен: 23 хояка 1 г. II О. = 24 июня 772 г. до н. э. в Риме действительно было солнечное затмение в 3-м часу после восхода, хотя и в ничтожной фазе (которую Тарутий рассчитать не мог). Дата рождения Ромула и Рема — 26 марта 771 года до н. э. — чисто астрологическая. Марс (покровитель Рима) тогда был в Близнецах, расположение других планет также, видимо, имело смысл. Дату основания Рима (4 октября 754 года до н. э.), в отличие от других авторов, Тарутий, видимо, не связал с затмением. Она также противоречит традиции (11 день до майских календ). Возможно, его целью было помещение Марса, Луны и Солнца в знак Весов (легендарное измерение территории будущего города). О Луне в Весах также писал Марк Манилий в своей «Астрономике» (4, 773). Интересно, что солнечное затмение в Риме в этот год тоже было, но 8 Тиби (05.07.-753)]. Иногда в литературе приводимые Плутархом даты ошибочно переводят в юлианские, используя фиксированный александрийский календарь.
Гороскоп Ромула, составленный Тарутием, со ссылкой на Варрона приводит Гай Юлий Солин в «Собрании достопамятных сведений» (1, 18)  и Иоанн Лид «О месяцах» (др.-греч. Περὶ τῶν μηνῶν; 1, 14).
Вычисления Тарутия и их влияние на принятие даты основания Рима обсуждает Скалигер.
В честь Тарутия назван лунный кратер — кратер Тарунций.